# فيليتسيا د. هندرسون
فيليتسيا د. هندرسون (بالإنجليزية: Felicia D. Henderson)‏ هي كاتبة سيناريو أمريكية، ولدت في 18 أبريل 1961 في لوس أنجلوس في الولايات المتحدة.

## وصلات خارجية
- فيليتسيا د. هندرسون على موقع IMDb (الإنجليزية)
- فيليتسيا د. هندرسون على موقع قاعدة بيانات الفيلم (الإنجليزية)